# Mleczewo
Mleczewo (Duits: Mlecewo) is een plaats in het Poolse district  Sztumski, woiwodschap Pommeren. De plaats maakt deel uit van de gemeente Stary Targ en telt 239 inwoners.

## Verkeer en vervoer
- Station Mleczewo